# Sluppen
Sluppen var et fastelavnsoptog, der blev opført i Aarhus fra 1830'erne indtil 1976, hvor det blev indstillet på grund af manglende tilslutning. Formålet var velgørenhed, hvor man samlede penge ind til gamle sømænd og sømandsenker. Deltagerne var selv fortrinsvis sømænd.
Den århusianske marinemaler Christian Blache (1838-1920) fortæller i Ude og Hjemme nr. 178 (1881) om Sluppen i hans barndom:
| Citat | En Baad er sat paa en Vogn og bemandet med Matroser, iførte hvide Skjorter og brede røde Livbælter, røde Sløjfer paa Armene og Lommetørklædet flot dinglende paa den ene Side. Agter i Baaden sidder, foruden Musikken, […] den høje Chef [slup-admiralen] med trekantet Hat samt en Baadsmand. Foran og bagved bærer en Skare, ligeledes paaklædte, Sømænd en Masse Flag. Ved Siden af Vognen udføres en højst snurrig ensformig Kontradans. To med Sparebøsser forsynede Mænd modtage, hvad Gadens Beboere yde, og i forhold til Kontingentets størrelse faar Vedkommende som Vederlag et vist Kvantum Hurraer, til hvilke Baadsmanden giver Signal med sin Pibe. Saaledes fortsættes fra Hus til Hus byen igjennem, og om Aftenen samles man til en fælles Sammenkomst, hvor man efter bedste Evne rekreerer sig efter den ofte meget kjølige Tur. | Citat |
|       | |       |

Blache nævner også, at "den Tid vel desværre ikke er fjærn, da 'Sluppen' forsvinder". Sluppen holdt pause under 1. verdenskrig og derefter indtil 1930, hvor den blev taget op igen. Under 2. verdenskrig var der igen et par års pause. 
Men i midten af 1970'erne gik det ikke længere: "Sluppen er gået på grund" skrev Århus Stiftstidende i februar 1977. Årsagen var mandskabsmangel. Ifølge "slup-admiral" Ustrup krævede det omkring 40 mand, hvis optoget skulle se ud af noget, og der var ikke længere nok, der ville tage fri og opgive deres dagløn for at gå med i optoget. 1976 blev således Sluppens sidste optog.